# تپه قلعه رشت‌آباد
تپه قلعه رشت آباد مربوط به هزاره اول قبل از میلاد است و در شهرستان اهر، بخش مرکزی، دهستان آذغان، روستای رشت آباد واقع شده و این اثر در تاریخ ۱۵ دی ۱۳۸۷ با شمارهٔ ثبت ۲۳۹۵۰ به‌عنوان یکی از آثار ملی ایران به ثبت رسیده است.